# Louise Scheppler
Louise Scheppler (née le 4 novembre 1763 à Bellefosse en Alsace et morte le 25 juillet 1837 à Waldersbach en Alsace) était une « maîtresse de maternelle » et à partir de 1778 la collaboratrice la plus proche du pasteur Jean-Frédéric Oberlin.

## Biographie
Elle fonda une maternelle vers 1779. Elle obtint en 1829 un prix de vertu de l'Académie française. Les 5 000 francs qu'elle reçut lui permirent de créer d'autres écoles pour les enfants.
Voici comment, dans un rapport manuscrit et non daté, elle montre ses conceptions pionnières dans son école, qui se situait entre le jardin d'enfants et la crèche :
« Les monitrices enseignent aux enfants les différentes matières de la façon suivante :
1. Le tricot est bon aussi bien pour les garçons que pour les filles.
2. On leur apprend les récits de l'Écriture sainte.
3. On leur fait apprendre par cœur des cantiques qu'ils chanteront ensuite toujours de la même façon, et on leur en explique la signification.
4. On leur enseigne déjà les bases de la géographie et des sciences naturelles.
5. On leur raconte différentes histoires édifiantes, adaptées à leur âge et à leur compréhension.
6. On essaie de leur montrer la présence de Dieu, en tout temps et en tout lieu, et où qu'ils se trouvent, quoi qu'ils fassent, on les encourage à s'en souvenir.
7. On les encourage à faire tout ce qui peut plaire à Dieu, Celui qui est partout. Inversement on leur montre aussi ce qui Lui déplaît ; on essaie de leur montrer comme c'est laid de s'abandonner au mensonge et aux jurons, au manque de respect envers les parents, à la malpropreté, à la paresse et à ce qui y ressemble.
8. Et enfin on essaie de leur faire comprendre la prière du cœur pendant que l'on prie avec eux à genoux, et on prie d'une manière telle qu'ils puissent comprendre. »

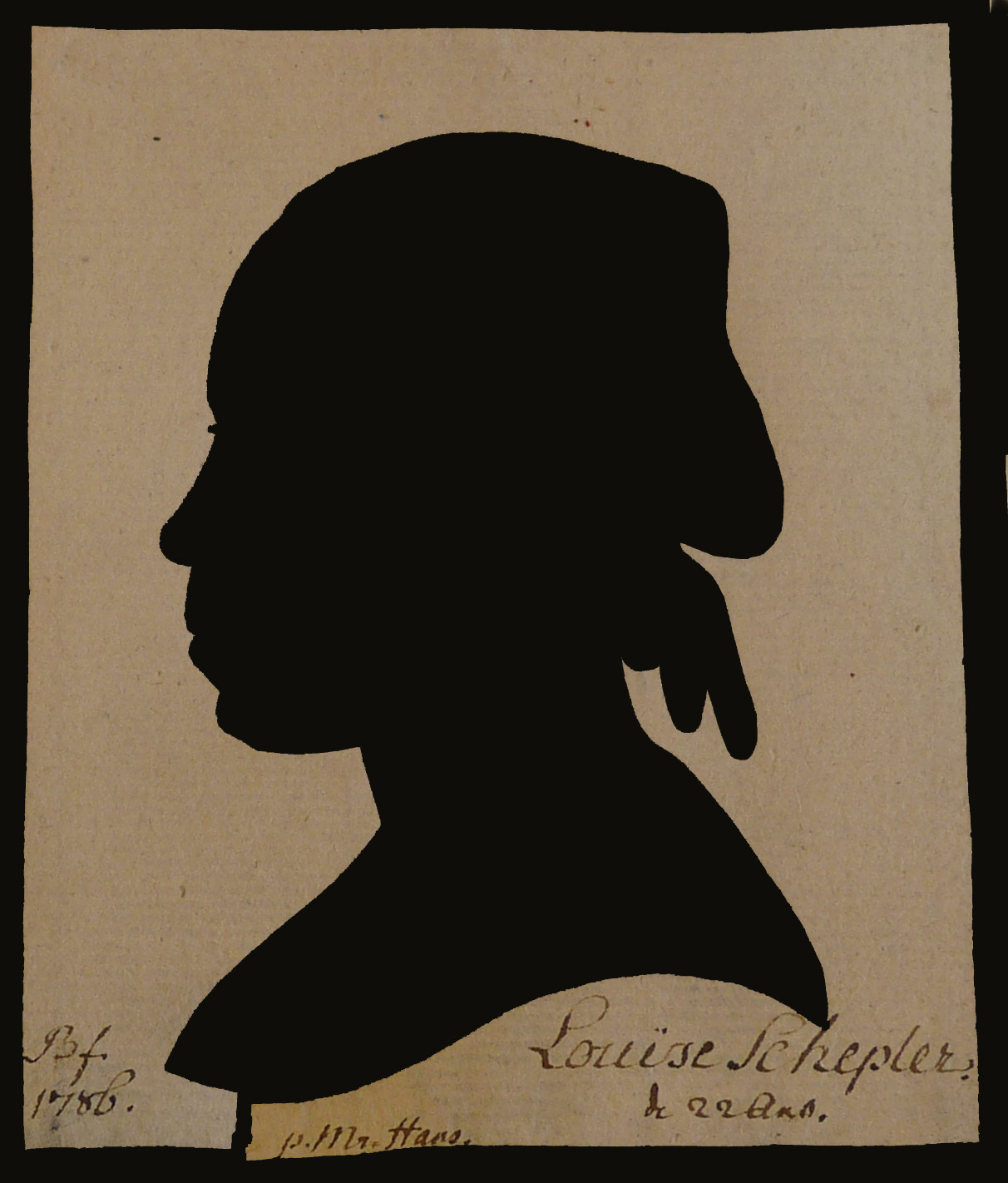
Silhouette découpée par le pasteur Oberlin : Louise Scheppler à 22 ans[1].
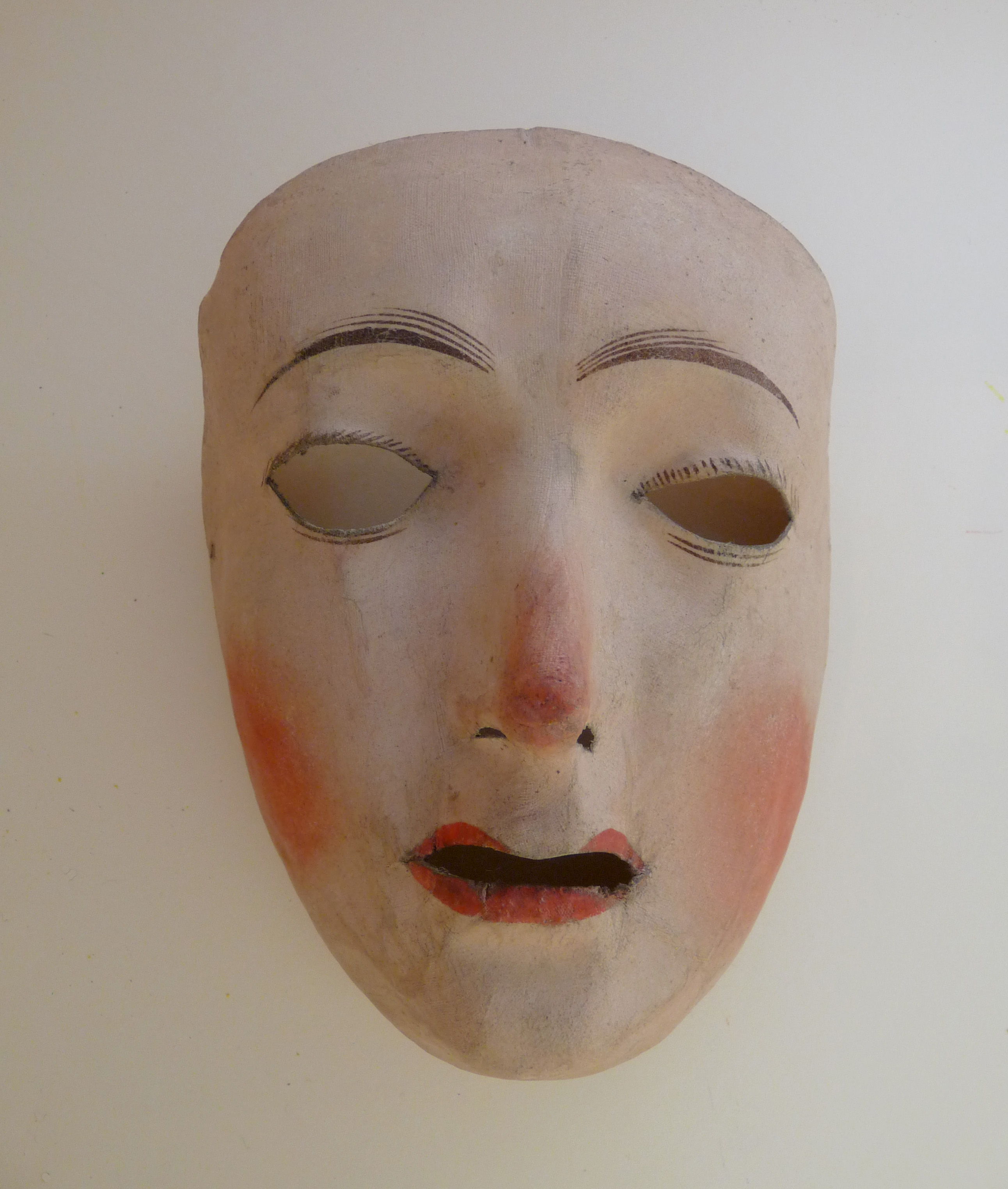
Masque confectionné par le pasteur Oberlin pour Louise Scheppler, afin de la protéger des intempéries au cours de ses déplacements[1].

## Hommages et postérité

### Discours prononcé à l’Académie française
Discours prononcé à l’Académie française le 25 août 1829, à l’occasion de la remise du Prix de Vertu à Louise Scheppler :
« [...] Remarquant la difficulté que ces cultivateurs éprouvaient à se livrer à la fois à leurs travaux champêtres et au soin de veiller sur leurs petits enfants, elle imagina de rassembler ces enfants dès le bas âge dans des salles spacieuses, où, pendant que les parents vaquaient à leur ouvrage, des conductrices intelligentes les gardaient, les amusaient, et commençaient à leur montrer les lettres et à les exercer à de petits travaux. C'est de là qu'est venue en Angleterre et en France l'institution de ces salles d'asile où l'on reçoit et où l'on garde les enfants des ouvriers, si souvent abandonnés dans les villes au vice et aux accidents. L'honneur d'une idée qui a déjà tant fructifié, et qui, bientôt, sera adoptée partout, est entièrement dû à Louise Scheppler, à cette pauvre paysanne de Bellefosse. Elle y a consacré le peu qu'elle possédait, et, de plus, sa jeunesse et sa vieillesse. Encore aujourd'hui, quoique avancée en âge, elle réunit autour d'elle, sans rétribution, une centaine d'enfants de trois à sept ans, et leur donne une instruction appropriée à leur âge. »

### Hommages contemporains

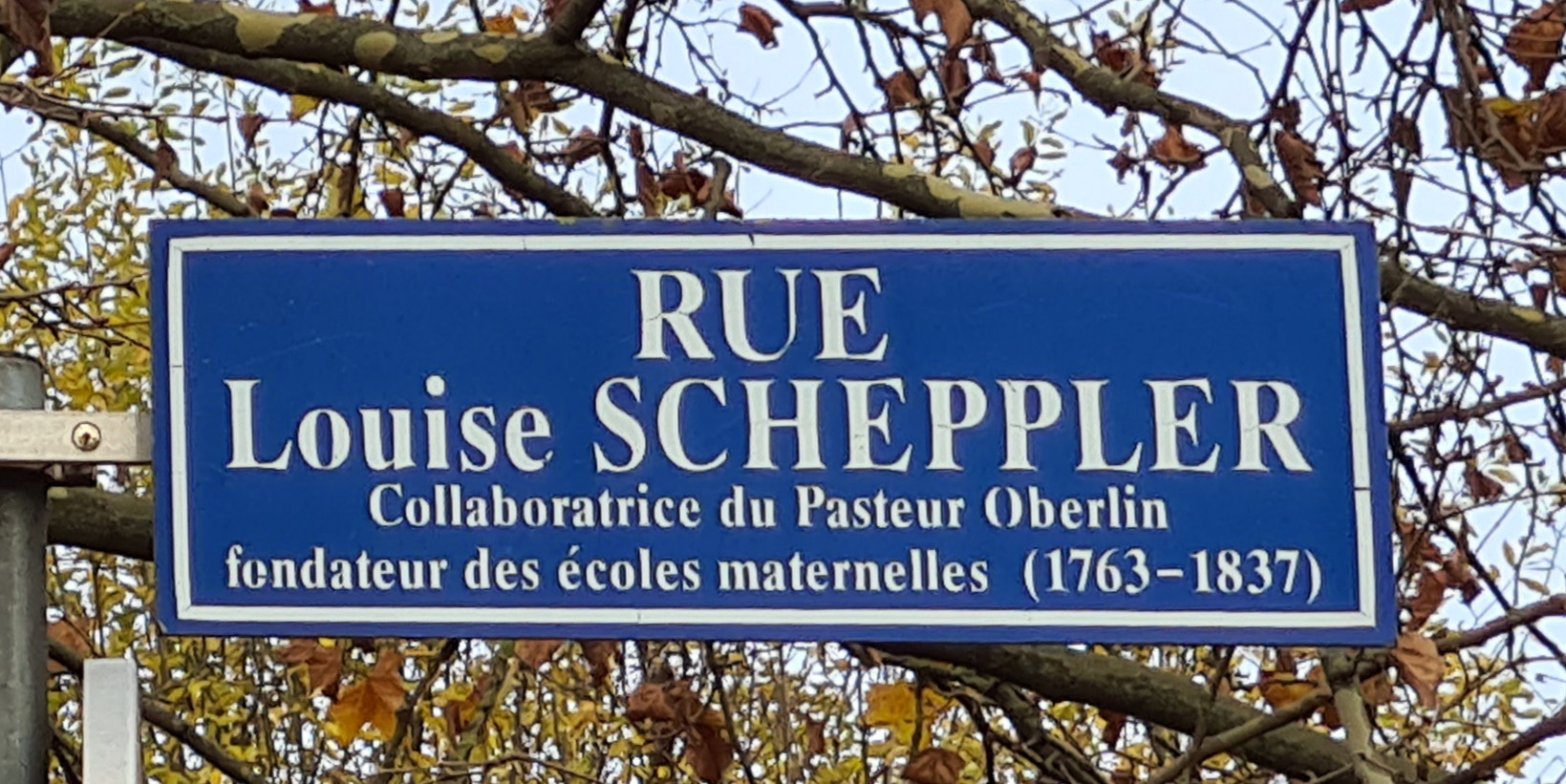
Plaque de rue à la Montagne Verte.

Une rue de Strasbourg, dans le quartier de la Montagne Verte, porte son nom depuis 1972.
Une école maternelle de Strasbourg porte également son nom.